# 19 octobre dans les chemins de fer
19 septembre 19 novembre
Chronologies thématiques
- Croisades
- Sports
- Disney

Cette page concerne les événements qui se sont déroulés un 19 octobre dans les chemins de fer.

## Événements

### XIXesiècle
- 1853 : en France, sur la liaison Paris - Orléans, au départ de Tours vers Orléans, un train de voyageurs heurte un train de marchandises stationné en gare de Beaugency, il y a quatre morts et 18 blessés[1].
- 1861 : en France, ouverture du tronçon Toulouse-Montabiau à Portet-St-Simon de la ligne Toulouse - Bayonne (11,7 km).
- 1875 : en Autriche-Hongrie, Haute-Autriche. La locomotive Amstetten, sur la ligne Salzbourg-Linz, déraille. La cause de l'accident est la ruine par fatigue d’un train de roulement (bogie)[2].
- 1900 : en France, à Paris, un incendie dans une rame du métro de Paris à la station Concorde provoque un accident avec la rame suivante ; 38 blessés dont quatre graves (trois voyageurs et un mécanicien)[3].

### XXesiècle
- 1904 : France, mise en service de la section Villiers - Père Lachaise de la ligne 3 du métro de Paris.
- 1938 : en Tchécoslovaquie, annexion par la Deutsche Reichsbahn des chemins de fer des Sudètes.

### XXIesiècle
- 2004. France : pose du premier rail de la LGV Est européenne à Saint-Hilaire-au-Temple (Marne).

## Anniversaires

### Naissances
- 1847 : Jean-Baptiste Flamme, ingénieur aux chemins de fer en Belgique[4].

### Décès
- 1897. États-Unis : George Pullman, industriel américain et inventeur des voitures-lits.